# Maple Leafs de Victoria
Les Maple Leafs de Victoria sont une franchise de hockey sur glace d'Amérique du Nord qui évolue de 1964 à 1977 dans la Western Hockey League. L'équipe est basée dans la ville de Victoria, dans la province de la Colombie-Britannique, au Canada.

## Historique
En 1964, les Invaders de Denver ne parviennent pas à atteindre l'objectif fixé par la ligue de 2 000 places vendues. Stafford Smythe, propriétaire des Maple Leafs de Toronto, annonce que la franchise déménage après un an seulement passé à Denver. Relocalisée à Victoria, elle est alors renommée Maple Leafs de Victoria et commence la saison 1964-1965 dans la WHL.
Pour leur première saison, les Maple Leafs terminent avec un bilan de 32 victoires, 36 défaites et 2 matchs nuls, à la quatrième place de la ligue, ce qui les qualifie pour les séries éliminatoires de la WHL. L'équipe est emmenée par Larry Keenan, quatrième buteur de la ligue avec 35 réalisations, et Milan Marcetta, septième pointeur de la ligue (34 buts et 46 passes pour 80 points). En demi-finale des séries, les Maple Leafs battent les Totems de Seattle et se qualifient pour la finale qu'ils perdent en cinq matchs contre les Buckaroos de Portland.
En 1965-1966, les Maple Leafs entraînés par Frank Mario, terminent à la deuxième place de la saison régulière derrière les Buckaroos de Portland avec un  bilan de 40 victoires, 28 défaites et 4 matches nuls. Milan Marcetta est à nouveau le meilleur pointeur de l'équipe (28 buts et 54 passes pour 82 points). Derrière lui, Bob Barlow marque 42 buts et 39 passes pour 81 points et Lou Jankowski est le meilleur buteur (32 buts). En séries, ils battent les Seals de San Francisco en sept matchs en demi-finale et retrouvent en finale les Buckaroos contre lesquels ils prennent leur revanche en sept matches pour remporter la seule Coupe Lester Patrick de leur histoire. Avec 20 points marqués, Marcetta est le meilleur réalisateur des séries devant les 19 points de Art Jones de Portland et de son coéquipier Barlow. Ce dernier est sélectionné en compagnie de Fred Hucul dans la première équipe d'étoiles de la WHL tandis que Alex Hucul est sélectionné dans la deuxième.
Pour préparer la saison suivante, avec un effectif quasi inchangé, les Maple Leafs jouent et remportent cinq matches de pré-saison. Ils deviennent ainsi, avec les Buckaroos, favoris à leur succession pour le titre de champion. Victoria commence bien la saison et est deuxième de la ligue début novembre, cinq points derrière Portland. Mais la suite de la saison n'est aussi bonne et l'équipe termine à la cinquième place de la saison, derrière les Buckaroos, Seattle, Vancouver et San francisco, ne parvenant ainsi pas à se qualifier pour les séries, malgré Milan Marcetta qui termine deuxième buteur de la ligue.
Le 16 mai 1967, la WHL annonce que les Maple Leafs déménageront à Phoenix pour la saison 1967-1968 mais resteront sous le contrôle des Maple Leafs de Toronto. Le mois suivant, l'équipe de Toronto, qui vient de remporter la Coupe Stanley, vend la franchise de Victoria pour un montant de 500 000 dollars à un groupe d'investisseurs. N'appartenant plus aux Maple Leafs de Toronto, l'équipe est alors renommée et devient les Roadrunners de Phoenix.

## Statistiques
| No | Saison    | PJ | V  | D  | N | BP  | BC  | Pts | Classement | Séries éliminatoires | Entraîneur  |
| -- | --------- | -- | -- | -- | - | --- | --- | --- | ---------- | -------------------- | ----------- |
| 1  | 1964-1965 | 70 | 32 | 36 | 2 | 246 | 242 | 66  | 4e         | Finalistes           | Rudy Pilous |
| 2  | 1965-1966 | 72 | 40 | 28 | 4 | 260 | 243 | 84  | 2e         | Vainqueurs           | Frank Mario |
| 3  | 1966-1967 | 72 | 30 | 34 | 8 | 224 | 232 | 68  | 5e         | Non qualifiés        |             |

## Liste des joueurs
Durant leurs trois ans d'existence, 43 joueurs ont été membres des Maple Leafs :
- Bob Barlow
- Dan Belisle
- Bruce Carmichael
- Jack Chipchase
- Don Chiupka
- Neil Clark
- Dwight Clunie
- Mike Corbett
- Marty Desmarais
- Edgar Ehrenverth
- Autry Erickson
- William Flett
- Andrew Hebenton
- John Henderson
- Gary Holland
- Alex Hucul
- Fred Hucul
- Lou Jankowski
- Larry Keenan
- Mike Labadie
- Claude LaBrosse
- Dick Lamoureux
- Mike Laughton
- Paul Laurent
- Ed Lawson
- Ed Litzenberger
- Milan Marcetta
- Eddie Mazur
- Al Millar
- Jean-Guy Morissette
- Dave Parenteau
- Tom Polanic
- Gord Redahl
- Bill Shvetz
- John Sleaver
- Al Smith
- Gary Smith
- Bob Taylor
- Barry Trapp
- Gary Veneruzzo
- Rollie Wilcox
- Ralph Winfield
- Steve Witiuk